# 고대신
고대신(Elder Gods)은 크툴루 신화의 가상적 신들로, 외부신들과 위대한 고대의 존재들에 대해 적대적이다. 일부 비평가들은 이들이 본래 하워드 필립스 러브크래프트의 소설에 등장하지 않는 선과 악의 대결 구도를 나타낸다는 점, 그리고 본래 러브크래프트 만신전의 존재들의 이러한 문제들에 대한 무심함을 들어 고대신들이 러브크래프트적이지 않다고 주장한다. 그러나 고대신들 역시 인간적인 "선"과 "악"에 대한 구분에 대해서는 무심하며 인간을 무가치한 존재로 여기며, 단지 그들과 인간들의 이해가 때로 일치할 뿐이다.
러브크래프트에 의해 사용된 주요 고대신은 노덴스로, 〈알려지지 않은 카다스의 꿈의 탐색〉(1926년)과 〈안개 속의 기이한 높은 집〉(1931년)에서 데우스 엑스 마키나로 등장한다. 이러한 점에서 노덴스는 러브크래프트의 니알랏호텝과 유사하나 덜 사악할 뿐이다. 고대신의 일부로 간주되는 다른 존재는 단편 〈휩노스〉에 등장한 그리스 신화의 수면의 신 히프노스와 〈울타르의 고양이들〉(1920년)에 힌트가 언급된 이집트 신화의 고양이 여신 바스테트가 있다.

## 목록
- 바스트
- 휩노스
- 크타니드
- 노덴스
- 울타르
- 보르바도스